# Gonialoe sladeniana
Gonialoe sladeniana és una espècie de planta del gènere Gonialoe. És endèmica de zones àrides del centre de Namíbia.

## Descripció
Les petites rosetes sense tija produeixen fillols que surten de l'arrel, que poden acabar formant densos grups. Les fulles verdes triangulars i esmolades apunten lleugerament cap amunt i formen tres files. Les fulles estan cobertes de taques blanques lineals i els seus estrets marges cartilaginosos i blancs són finament entallats. Les inflorescències són altes i molt fines apareixen al gener i febrer, amb petites flors escasses de color rosa pàl·lid.
Taxonòmicament, abans formava part de la sèrie Serrulatae d'espècies d'Àloe molt relacionades, juntament amb Aloe variegata i Aloe dinteri. Estudis filogenètics recents han demostrat que aquestes tres espècies constitueixen possiblement un gènere completament separat, amb el nom de Gonialoe.
Tot i que aquesta espècie té un aspecte bastant similar a les seves dues espècies germanes, es pot distingir de Gonialoe dinteri per les seves fulles més curtes, més rectes i menys recurvades; i es pot distingir de Gonialoe variegata per la seva inflorescència més prima i més escassa, per tenir moltes menys fulles i per les taques de les fulles més lineals, gairebé fins al punt de ser ratlles.

## Distribució i hàbitat
L'espècie és endèmica del centre de Namíbia, al sud-oest de Windhoek. Aquí el seu hàbitat és la quarsita rocosa als turons de granit i els matolls.
Es tracta d'una regió àrida de precipitacions intermèdies, entre les regions de pluja hivernal al sud i les zones de pluja estiuenca al nord. En una gradació de les tres espècies germanes, al nord, Gonialoe dinteri es fa càrrec gradualment a les zones de pluja estiuenca. Al sud deixa pas a Gonialoe variegata a les regions de pluges hivernals.

## Taxonomia
Gonialoe sladeniana va ser descrita per (Pole-Evans) Boatwr. & J.C.Manning, i publicat a Syst. Bot. 39: 69, a l'any 2014.
Etimologia
Gonialoe: és una paraula composta per dues paraules, gori- derivada del grec antic γόνος "descendent" i aloe derivada del grec antic αλοη, que segurament el pren de l'àrab alloeh o de l'hebreu halal, que significa "substància amarga i brillant".
sladeniana: epítet atorgat en honor de la Percy Sladen Memorial Trust, ja que en una de les seves expedicions es va recollir l'espècie.
Sinonímia
- Aloe sladeniana`` Pole-Evans, Ann. Bolus Herb. 3: 13 (1920). (Basiònim/sinònim substituït)
- Tulista sladeniana (Pole-Evans) G.D.Rowley, Alsterworthia Int. 14(2): 22 (2014).[8]